# Małgorzata Książkiewicz
Małgorzata Książkiewicz (n. 5 mai 1967, Zielona Góra, Polonia) este o trăgătoare de tir ce a reprezentat Polonia, medaliată olimpică. A participat la 2 ediții ale Jocurilor Olimpice (1992, 1996) în care a câștigat o medalie de bronz.